# Annabelle (film)
Pour les articles homonymes, voir Annabelle.
Série l'univers cinématographique Conjuring
Conjuring : Les Dossiers Warren
(2013) Conjuring 2 : Le Cas Enfield
(2016)
Série Annabelle
La Création du mal
(2017)
Pour plus de détails, voir Fiche technique et Distribution.
Annabelle est un film d'horreur américain réalisé par John R. Leonetti, sorti en 2014. Il s'agit du deuxième film de l'univers cinématographique Conjuring et du premier de la série Annabelle. Il s'agit d'une préquelle à l'aventure rapportée par le couple Warren dans Conjuring : Les Dossiers Warren (2013).

## Synopsis
En 1967, à Santa Monica, le médecin John Form offre à sa femme enceinte Mia, une rare poupée de porcelaine vintage en cadeau pour leur premier enfant. Mia la place dans sa collection de poupées dans la chambre de leur futur enfant.
Cette nuit-là, Mia est réveillée par un cri provenant des voisins, les Higgins. Mia et John accourent vers le domicile des Higgins. Tandis que John ressort de la maison des voisins, avec du sang sur ses vêtements, il demande à sa femme d'appeler une ambulance. Pendant que Mia appelle la police, elle est attaquée par les assassins des Higgins. John arrive juste après que sa femme a reçu un coup de couteau dans le ventre et tente de neutraliser les assaillants. La police arrive et tue l'homme alors que la femme se suicide en se tranchant la gorge à l'intérieur de la chambre du futur bébé, en tenant la poupée de porcelaine. La police identifie les agresseurs comme la fille du couple Higgins, Annabelle, et son petit ami non identifié, tous deux membres d'une secte satanique.
Dans les jours qui suivent l'attaque, une série de phénomènes paranormaux se produisent autour de la résidence des Form. John décide de jeter la poupée car elle rappelle de mauvais souvenirs à Mia. Alors que John est absent, un étrange incendie se déclare dans la maison. À la suite de l'incident, Mia donne naissance à une petite fille en bonne santé. Elle et John nomment leur enfant Leah. Mia ne souhaitant plus retourner dans leur maison, la famille loue un appartement à Pasadena et Mia retrouve Annabelle dans une de leurs boîtes, qu'elle choisit de conserver après réflexion. Une autre série d'événements paranormaux empoisonne la vie de Mia et de sa fille. Pendant une tempête, alors que Mia descend au sous-sol du bâtiment, celle-ci est alertée par des pleurs de bébés. C'est alors qu'elle tombe nez-à-nez avec une silhouette énigmatique à la peau noire et aux yeux jaunes qui commence à la tourmenter et va jusqu'à la poursuivre dans les escaliers, mais Mia parvient à lui échapper.
Mia rappelle le détective Clarkin pour recueillir des informations sur Annabelle et la secte dont faisait partie les assassins des Higgins. Elle apprend que les assassins pratiquaient le satanisme et des rites dans le but d'invoquer des démons ou le diable. Avec l'aide d'une libraire, Evelyn, habitant dans le même immeuble, Mia en apprend plus sur les rites sataniques. Elle découvre notamment que le démon invoqué souhaite prendre une âme. De retour à la maison, Mia et Leah sont attaquées par le démon qui se révèle en manipulant la poupée. Mia et John contactent leur curé, le père Perez, qui les informe que les démons s'attachent parfois à des objets inanimés pour réaliser leurs objectifs et qu'une âme humaine doit être offerte dans un but précis. Sans espoir d'exorciser le démon de la poupée, le père Perez décide de l'enlever pour demander de l'aide aux Warren pour une enquête. Mais avant qu'il puisse entrer dans l'église, le démon apparaît sous les traits de la fille des Higgins et l'attaque violemment. Il prend la poupée avec lui, laissant le prêtre inconscient aux portes de l'église.
Le prêtre est hospitalisé et, quand John est à son chevet, le père Perez avertit celui-ci que la véritable intention du démon est de revendiquer l'âme de Mia. Pendant ce temps, alors qu'Evelyn rend visite à Mia, le démon se matérialise sous la forme du Père Perez et se présente à la porte de l'appartement et se met à hurler. Par la suite, Evelyn essaie d'aider Mia à évacuer l'appartement avec Leah, mais le démon apparaît soudain sous sa vraie forme et se jette brutalement sur Evelyn pour la faire sortir de l'appartement avant d'enlever Leah. Alors que Mia, terrorisée, se met à rechercher son enfant, le démon fait comprendre à Mia qu'il lui rendra Leah en échange de son âme. Pour épargner sa fille, Mia tente de sauter par la fenêtre avec la poupée mais John arrive à temps avec Evelyn pour l'arrêter. Le démon réclamant toujours une âme, Evelyn décide de mettre fin à sa propre vie à la place de Mia en guise d'expiation pour avoir causé un accident de voiture qui a entraîné la mort de sa fille Ruby il y a plusieurs années. Le démon disparaît avec la poupée, alors que Leah réapparaît dans son berceau. Ainsi, toute la famille est réunie pour continuer sa vie.
Six mois plus tard, la poupée est achetée dans un magasin d'antiquités par une mère en cadeau à sa fille Debbie.

## Fiche technique
Sauf indication contraire, les informations mentionnées dans cette section peuvent être confirmées par les bases de données cinématographiques IMDb et Allociné,  présentes dans la section « Liens externes ».
- Titre original, français et québécois : Annabelle[2]
- Réalisation : John R. Leonetti
- Scénario : Gary Dauberman
- Musique : Joseph Bishara
  - Montage musical : Skye Lewin et Julie Pearce
- Direction artistique : Douglas Cumming
- Décors : Bob Ziembicki et Lia Roldan[3]
- Costumes : Janet Stirner Ingram
- Maquillage : Liz Mendoza et Eleanor Sabaduquia
- Coiffure : Richard De Alba
- Photographie : James Kniest
- Son : James Bolt, Joe Dzuban, Matthew Nicolay
- Montage : Tom Elkins
- Production : Peter Safran et James Wan
  - Production déléguée : Richard Brener, Walter Hamada, Steven Mnuchin, Dave Neustadter et Hans Ritter
  - Coproduction : Carey W. Hayes, Chad Hayes et Jenny Hinkey
- Sociétés de production : Atomic Monster, The Safran Company et Evergreen Media Group[3], en association avec RatPac-Dune Entertainment, présenté par New Line Cinema
- Société de distribution : Warner Bros.
- Budget : 5 millions de $[4] ; 6,5 millions de $[5]
- Pays de production :  États-Unis
- Langue originale : anglais
- Format[6] : couleur - 35 mm / Digital - 2,39:1 (CinemaScope) - son Dolby Digital / Datasat / SDDS
- Genre : épouvante-horreur, thriller, mystère
- Durée : 99 minutes
- Dates de sortie[7] :
  - États-Unis, Québec : 3 octobre 2014[2]
  - France, Belgique, Suisse romande : 8 octobre 2014[8],[9],[10]
- Classification[11] :
  - États-Unis : interdit aux moins de 17 ans (R – Restricted)[N 1]
  - France : interdit aux moins de 12 ans[12],[N 2]
  - Belgique : potentiellement préjudiciable jusqu'à 16 ans (KNT/ENA : Kinderen Niet Toegelaten  / Enfants Non Admis)[9],[13],[N 3]
  - Suisse romande : interdit aux moins de 16 ans[14]
  - Québec : 13 ans et plus (horreur) (13+ / 13 years and over)[2]

## Distribution
- Annabelle Wallis (VF : Dorothée Pousséo ; VQ : Éveline Gélinas) : Mia Form
- Ward Horton (VF : Fabien Briche ; VQ : Patrice Dubois) : John Form
- Tony Amendola (VF : Jean-Bernard Guillard ; VQ : Jean-Luc Montminy) : le père Louis Perez
- Alfre Woodard (VF : Caroline Jacquin ; VQ : Claudine Chatel) : Evelyn, la libraire
- Kerry O'Malley (VF : Jessie Lambotte) : Sharon Higgins, la voisine de Mia et John
- Brian Howe (VF : Michel Voletti) : Pete Higgins, son mari
- Eric Ladin (VF : Yoann Sover ; VQ : Martin Desgagné) : le détective Clarkin
- Ivar Brogger : le docteur Burgher
- Gabriel Bateman : Robert
- Shiloh Nelson : Nancy
- Keira Daniels : Annabelle Higgins à 7 ans
- Morganna May : Debbie
- Joseph Bishara : une figure démoniaque
- Paige Diaz : Candy Striper
- Tree O'Toole : Annabelle Higgins / Janice
- Christopher Shaw : Fuller

- Version française
  - Société de doublage : Cinéphase
  - Direction artistique : Marie-Laure Beneston
  - Adaptation : Bruno Chevillard

Sources et légendes : version française (VF) sur AlloDoublage ; version québécoise (VQ) sur Doublage.qc.ca

## Production
À la suite du succès de Conjuring : Les Dossiers Warren et de la poupée Annabelle (dont l'affaire est utilisée comme intro), une préquelle-spin-off est développé[réf. nécessaire].
Le tournage du film débute le 27 janvier 2014 à Los Angeles,,.

## Musique
Le 24 avril 2014, Joseph Bishara est engagé pour composer la musique du film. WaterTower Music, a sorti l'album de la bande originale du film le 30 septembre 2014.

## Accueil

### Accueil critique
Le film a reçu un accueil très mitigé de la part des critiques françaises : ce dernier n'a qu'une moyenne de 2,1 sur 5 (10 critiques de médias) sur Allociné.
Emmanuelle Spadacenta de Cinemateaser donne un avis plutôt négatif sur le film : « John R. Leonetti comble le vide avec des portes qui claquent et un peu trop de tapage. »
D'autres critiques, comme Jonathan Butin de Filmsactu, comparent Annabelle à Conjuring : Les Dossiers Warren de James Wan, et le décrivent comme inférieur au film de Wan : « "Annabelle" ne marquera pas les esprits comme l'avait fait "Conjuring : les Dossiers Warren". Il reste classique en tous points et ravira les amateurs de "jump scares" et "dévoreurs" de films d'épouvante. »

### Box-office
| Pays ou région        | Box-office        | Date d'arrêt du box-office | Nombre de semaines |
| --------------------- | ----------------- | -------------------------- | ------------------ |
| États-Unis Canada     | 84 273 813 $      | 18 décembre 2014           | 11                 |
| Québec                | 813 266 $         | 19 octobre 2014            | 3                  |
| France                | 1 538 114 entrées | 25 novembre 2014           | 7                  |
| Total hors États-Unis | 172 305 469 $     | 18 janvier 2015            | 16                 |
| Total mondial         | 257 579 282 $     | 18 janvier 2015            | 16                 |

La première semaine aux États-Unis, il accumule 45 790 572 $ et se classe à la 2e place du box-office Nord-Américain. Le deuxième semaine, il accumule 20 411 138 $ pour un cumule de 66 201 170 $ en baissant de 55,4 % par rapport à la semaine précédente. Il finit son exploitation à 84 273 813 $ en sa classant à la 49e place du box-office, en baissant de 39 % par rapport à Conjuring : Les Dossiers Warren qui a cumulé 137 400 141 $ sur le territoire Nord-Américain.
Au Québec, il commence son exploitation à la 3e place du classement du box-office québécois, rapportant 304 689 dollars de recettes. La deuxième semaine, il rapporta 202 774 dollars pour un cumul de 640 884 dollars. Le box-office québécois s'est terminé au bout de trois semaines d'exploitation, rapportant 106 639 dollars pour un cumul de 813 266 dollars de recettes.
En France, il démarre sa première semaine d'exploitation en accumulant 512 895 entrées et se classe à la 2e place du box-office français, devançant Conjuring de 36%. La deuxième semaine, il accumule 501 431 entrées pour un cumule de 1 014 113 entrées, se classant à la 4e place du box-office en baissant que de 2,24%. Il finit son exploitation à 1 538 114 entrées devançant Conjuring de 32%. Annabelle est donc plus rentable que Conjuring en France. Il est rentré dans le top 10 des films d'horreur les plus rentables en France, se positionnant à la 6e place du classement.

### Incidents
Quelques jours après sa sortie, le film est retiré dans de nombreuses salles en France en raison de bagarres d'adolescents hystériques venus visionner le film,.

## Distinctions
Sauf indication contraire, les informations mentionnées dans cette section peuvent être confirmées par la base de données cinématographiques IMDb,  présente dans la section « Liens externes ».

### Récompenses

#### 2015
- iHorror Awards :
  - Meilleur film d'horreur grand public pour John R. Leonetti
  - Meilleur réalisateur d'un film d'horreur pour John R. Leonetti
  - Meilleur personnage d'un film d'horreur

### Nominations

#### 2014
- Fright Meter Awards : meilleure actrice dans un second rôle pour Alfre Woodard

#### 2015
- Academy of Science Fiction, Fantasy & Horror Films - Saturn Awards : meilleur film d'horreur
- Empire Awards : meilleur film d'horreur
- Fangoria Chainsaw Awards : pire film
- Golden Trailer Awards : meilleure affiche de film d'horreur
- MTV Movie & TV Awards : performance la plus effrayante pour Annabelle Wallis
- People's Choice Awards : film thriller préféré

## Éditions en vidéo
- En France, le film Annabelle est sorti en DVD[41], en coffret DVD + T-shirt[42], en Blu-ray[43] et enfin en coffret Blu-ray + T-shirt[44] le 11 février 2015. Par la suite, le film sort en VOD le 18 février 2015[8].
- Au Québec, le film est sorti en DVD le 20 janvier 2015[2].

## Préquelle et suite
Une préquelle intitulé Annabelle 2 : La Création du mal réalisé par David F. Sandberg, est sorti en 2017. Même si l'histoire de la poupée est en somme terminée puisqu'étant enfermée dans le musée occulte des Warren, une suite intitulée Annabelle 3 : La Maison du mal réalisée par Gary Dauberman, est sortie le 10 juillet 2019.

## Petit détail
La poupée dont le film s'inspire est une Raggedy Ann, un modèle visible en arrière-plan dans la boutique de la dernière séquence[réf. nécessaire].